# Лагеря для интернированных в оккупированной Германии
Лагеря для интернированных в оккупированной Германии (нем. Internierungslager) — подготовленные места (специальные лагеря и сборно-пересыльные пункты (СПП)), созданные союзниками по Антигитлеровской коалиции в рамках комплекса мероприятий по репатриации некоренного населения (пленных, коллаборантов и других). 
Лагеря и сборно-пересыльные пункты в оккупационных зонах бывшей нацистской Германии существовали с апреля 1945 года по февраль 1950 года.

## Основания для интернирования
Общие положения политики интернирования в оккупированной Германии, проводимой в комплексе мероприятий по денацификации, были утверждены союзниками по Антигитлеровской коалиции на Потсдамской конференции, проходившей в августе 1945 года. Решение, принятое на конференции по этому вопросу, определяло в общих чертах, что аресту и интернированию подлежат:
- партийное руководство НСДАП;
- влиятельные нацистские деятели;
- руководители нацистских учреждений и организаций;
- а также все другие лица, которые представляют опасность для оккупационных властей (то есть даже лица, не причисляемые к нацистам).

В соответствии с положением, выработанным на Ялтинской конференции, в оккупационных зонах, на которые должна была быть разделена Германия после капитуляции, верховная власть осуществлялась главнокомандующими вооружённых сил четырёх стран-победительниц, каждым в своей зоне и по инструкциям от своих правительств. Это означало, что в каждой из оккупационных зон в подходе к решению вопроса интернирования населения могли иметь место различия.
Уже в 1944 году появились первые документы, в которых каждая из союзнических сторон определяла круг лиц, подлежащих аресту. Так, к примеру, в британском проекте директивы по денацификации от 15 августа 1944 года в пункте 13 было определено арестовывать следующих лиц:
- всех офицеров СС;
- всех офицеров СА, начиная от штурмбаннфюреров и выше;
- сотрудников и членов НСДАП, начиная от руководителей районных партийных организаций и выше;
- всех офицеров Гитлерюгенд мужского пола, начиная от штамфюрера и выше.

Американская секретная директива JCS (Joint Chiefs of Staff) 1067 определяла, что к лицам, подлежащим «автоматическому аресту» (de:Automatischer Arrest), относятся:
- руководство учреждений НСДАП, начиная от руководителей местных групп и выше, все члены СС, командиры войск СС, высшие чины СА и полиции, все сотрудники политической полиции, гестапо и СД;
- высшие чины министерств и политических структур;
- все высшие офицеры и служащие германского управления на бывших занятых территориях;
- все офицеры Генерального штаба;
- судьи и прокуроры Народной судебной палаты Третьего рейхa;
- нацисты и им симпатизирующие из числа предпринимателей, работников общественных и хозяйственных организаций государственного и регионального уровней, а также предприниматели в индустрии, торговле, сельском хозяйстве, финансовых кругах, средствах массовой информации и другие.

В апреле 1945 года в подразделения американской специальной службы (Корпус контрразведки), которые проводили аресты подозреваемых, была выдана подробная инструкция «Аrrest Categories Handbooks — Germany», в которой, кроме прочего, указывалось, что «автоматическому аресту» могут подлежать также и лица, не входящие в перечень секретной директивы JCS 1067, но персонально вызывающие подозрение как предположительная «угроза безопасности» для американских оккупационных войск и военных объектов.

В СССР разработкой документов, регламентирующих будущую оккупационную политику в побеждённой Германии, занимались комиссии Народного комиссариата по иностранным делам и комиссариата внутренних дел. В феврале 1944 года НКИДом был представлен проект акта капитуляции Германии, в дополнительном протоколе к которому обговаривался и круг лиц, подлежащих интернированию:
- члены СА;
- персонал полиции безопасности Третьего рейха, включительно гестапо и все нижестоящие вооружённые формирования;
- рейхсляйтеры, гауляйтеры, персоны, причастные к разбою на оккупированных Германией территориях и руководству депортацией гражданского населения на территорию рейха с целью использования его в качестве рабочей силы;
- руководители НСДАП до самых низших звеньев;
- руководство нацистских концлагерей и лагерей для военнопленных.

18 апреля 1945 года вышел приказ наркома внутренних дел СССР Л. П. Берии № 00315, предписывавший подвергать аресту:
- шпионско-диверсионную и террористическую агентуру германских разведывательных органов;
- участников всех организаций и групп, оставленных немецким командованием и разведывательными органами противника для подрывной работы в тылу Красной Армии;
- содержателей нелегальных радиостанций, складов оружия, подпольных типографий;
- активных членов НСДАП;
- руководителей фашистских молодёжных организаций;
- сотрудников гестапо, СД и других карательных немецких органов;
- руководителей гражданской администрации, а также редакторов газет, журналов и авторов антисоветских изданий.[2]

## Лагеря
Для размещения интернированных лиц союзническими властями в оккупированной Германии было организовано большое количество лагерей, в том числе использовались и бывшие нацистские концлагеря, лагеря для военнопленных и тюрьмы.
В американской зоне для интернирования было использовано 46 объектов, из них 37 лагерей, в том числе бывший нацистский лагерь смерти Дахау. В нём в течение 1945–46 гг., в четырёх отдельных зонах, размещалось до 25 тыс. человек (состоявшие в СС, войсках СС (к примеру, бывшие служащие 1-й танковой дивизии СС «Адольф Гитлер» и 2-й танковой дивизии СС «Рейх»), партийные и государственные функционеры, генералы вермахта и другие). 31 августа 1948 года лагерь был передан баварским властям. Последние заключённые покинули лагерь 28 сентября того же года. В дальнейшем, до организации в нём мемориала, лагерь использовался для размещения беженцев и бездомных.
В британской зоне крупнейшим лагерем для интернированных был лагерь Штаумюле в местечке Хёфельхоф, обозначался он как Civil Internment Camp № 5 и находился в бывшем нацистском лагере для военнопленных. С июля 1945 по декабрь 1948 года в пяти зонах лагеря Штаумюле было интернировано до десяти тысяч человек. Кроме этого, в начале 1946 была построена дополнительная зона, в ней содержались предполагаемые военные преступники высших рангов, которые предстали перед нюрнбергским Международным военным трибуналом. В дальнейшем на данной территории расположилась местная тюрьма для несовершеннолетних.
Британский Civil Internment Camp № 6 находился в бывшем нацистском концлагере Нойенгамме. Уже 27 мая 1945 года туда было доставлено 7987 эсесовцев из зоны дислокации 9-й армии США. В дальнейшем в лагере размещались нацистские и госфункционеры, предположительные военные преступники и лица, предположительно представляющие опасность для оккупационных властей, преимущественно из Гамбурга и Шлезвиг-Гольштейна. 13 августа 1948 года лагерь был передан властям Гамбурга, после реконструкции в нём разместилась городская тюрьма Vierlande, JVA XII.
Следующими по номеру, то есть Civilian Internment Camp № 7, были:
- c ноября 1945 по сентября 1946 года Camp Roosevelt — бывший нацистский лагерь для военнопленных (лагерь русских) Stammlager VI A в городе Хемер (в «VI A» к концу 1944 года находилось до 100 тысяч советских военнопленных, работавших в ближайших угольных шахтах);
- с октября 1946 по декабрь 1947 года — лагерь Эзельхайде, организованный в бывшем немецком лагере для военнопленных Stammlager VI K (326) у города Шлос-Хольте-Штукенброк (в VI K (326) по разным данным погибло от 15 до 70 тысяч советских военнопленных).

Британский Civil Internment Camp No. 9 — это бывший концлагерь Эстервеген (один из первых КЦ на северо-западе Германии).
Менее крупные лагеря для интернированных находились: в Зандбостель в бывшем нацистском лагере для военнопленных Stammlager X B, в Вестертимке, в Фаллингбостелe.
В курортном местечке Бад-Нендорф c июня 1945 по июль 1946 года британский лагерь располагался в здании бани. Кроме высокопоставленных чиновников, руководства НСДАП, дипломатов, офицеров абвера, на данном строго засекреченном объекте содержались и лица, подозреваемые в шпионаже в пользу Советского Союза.
В советской зоне первоначально находилось десять лагерей для интернированных, подчинявшихся Отделу спецлагерей НКВД СССР:
- Спецлагерь № 1 в Мюльберге в бывшем нацистском лагере для военнопленных Stammlager IV B;
- Спецлагерь № 2 на территории концлагеря Бухенвальд;
- Спецлагерь № 3 в Хоэншёнхаузене (Берлин) (позднее — трудовой лагерь Штази[1]);
- Спецлагерь № 4 в Баутцене;
- Спецлагерь № 5 в Кетшендорфе (Фюрстенвальде);
- Спецлагерь № 6 в Ямлице (район Либерозе, с сентября 1945); с мая по сентябрь 1945 — во Франкфурте-на-Одере;
- Спецлагерь № 7 в Ораниенбурге (на территории концлагеря Заксенхаузен) с августа 1945; с мая по август 1945 — в Вернойхене;
- Спецлагеря № 8 и № 10 в Торгау;
- Спецлагерь № 9 в Фюнфайхене (Нойбранденбург);
- Также этому отделу подчинялись пересыльная тюрьма № 10 в Торгау и тюрьма для осуждённых немцев в Штрелице[3].

Количество спецлагерей уменьшалось по мере сокращения их контингента, и в 1948 году осталось всего три лагеря, которым была присвоена новая нумерация: спецлагерь № 1 — Заксенхаузен, № 2 — Бухенвальд, № 3 — Баутцен.
28 сентября 1949 года Политбюро ЦК ВКП(б) приняло решение о порядке освобождения части заключённых из спецлагерей и передаче остальной части спецконтингента немецким органам власти (РГАНИ. Ф. 89. Перечень 75. Д. 19. Л. 9. Заверенная копия. Выписка из протокола № 71 заседания Политбюро ЦК ВКП(б) о возможности освобождения части заключенных из лагерей МВД СССР в Германии и о передаче немецким властям остальных заключенных. 28 сентября 1949 г.). Передача лагерей была произведена в январе 1950 года.
По статистике МВД СССР за 1945—1950 годы через систему Отдела спецлагерей и тюрем в Восточной Германии прошли более 157 тысяч заключённых: более 122 тысяч немцев и более 34 тысяч граждан СССР. В отличие от лагерей ГУЛАГа, в нормативных документах, регламентировавших деятельность спецлагерей, отсутствовало требование привлечения заключённых к физическому труду. В большинстве лагерей заключённые не были заняты на работах, но некоторых использовали на подсобных работах. Советские граждане содержались в спецлагерях не более нескольких месяцев и направлялись в лагеря на территории СССР.

## Заключённые
Заключённые спецлагерей НКВД делились на «осуждённых» и «интернированных» в зависимости от того, были ли они осуждены советским военным трибуналом. 12 октября 1946 года Союзнический контрольный совет издал Директиву № 38 «Арест и наказание военных преступников, нацистов и милитаристов; интернирование, контроль и надзор за потенциально опасными немцами», которой, в частности, была установлена обязательность судебных процессов в отношении интернированных. В ноябре 1946 года осуждённые составляли 10 % заключённых спецлагерей, в конце 1949 года — 55 %.
На начало 1945 г. 80 % «интернированных» были членами НСДАП, к концу 1945 г. доля бывших членов НСДАП составляла лишь две трети, а после февраля 1946 г. — менее половины. Среди «осуждённых» члены НСДАП составляли 25 % в 1945 году, 20 % — в 1946, 15 % — в 1947, чуть более 10 % — в 1948 и менее 10 % начиная с 1949. Среди предполагаемых нацистов были подозреваемые в участии в организации Вервольф.
С 1946 года, как утверждает Kai Cornelius, бывшие члены СДПГ, объединившейся с КПГ в Социалистическую единую партию Германии (СЕПГ), стали подвергаться преследованию как потенциальные противники советского влияния в Германии — данные меры, по его утверждению, предпринимались с целью обеспечить немецким коммунистам полный контроль над СЕПГ.
Причиной интернирования могли служить подозрение в создании оппозиционных политических групп, контакты с организациями, расположенными в западных оккупационных зонах, расцениваемые как шпионаж и агентурная деятельность. В таких случаях могла применяться статья 58 советского Уголовного кодекса об антисоветской деятельности. В специальном лагере в Баутцене почти 66 % осуждённых относились к этой категории (например, В. Натонек).
В советской зоне оккупации Германии к уголовной ответственности советскими судебными органами было привлечено около 40 тысяч германских граждан.

## Условия содержания
Согласованная политика интернирования, проводившаяся на территории оккупированной Германии и направленная на обеспечение безопасности союзнических оккупационных войск, осуществлялась путём арестов предполагаемых военных преступников и их полной изоляции с запретом каких-либо контактов с внешним миром. В советской зоне это положение было подтверждено в распоряжении от 27 июля 1945 года: «Главная цель специальных лагерей заключается в полной изоляции их контингента» (под «контингентом» подразумевались лица, перечисленные в приказе № 00315, то есть диверсанты, террористы, активные члены НСДАП, фашистские руководители, гестаповцы, каратели и т. п.). Арестованным была запрещена переписка и какие бы то ни было посещения — по крайней мере на начальном этапе существования спецлагерей. По этой причине их называли «лагерями молчания» (нем. Schweigelager)
Родственникам не предоставлялась никакая информация, их даже не оповещали в случае смерти заключённого. В конце 1947 года заключённым разрешили ограниченный доступ к коммунистическим газетам, что стало их первым контактом с внешним миром с момента ареста.

## Численность заключённых
Точное число задержанных и погибших остаётся спорным. Существуют данные, что по оккупационным зонам было интернировано местного населения:
- в американской к началу 1946 года — 117 512 человек,
- в британской всего — 90 614 человек,
- во французской к концу 1945 года — 11 120 человек,
- в советской зоне всего — 144 374 человека.[20]

В относительных показателях картина складывалась следующим образом:
- в британской зоне был интернирован каждый 284-й житель,
- во французской — каждый 163-й,
- в советской — каждый 144-й,
- самый высокий показатель был в американской зоне — каждый 142-й житель.

Советское правительство в 1990 году обнародовало данные, согласно которым 42 889 заключённых умерли, в первую очередь от голода или болезней. Историк В. Флокен полагает, что данные по интернированным в советской оккупационной зоне сильно занижены, и называет цифру в 160-180 тыс. интернированных, из которых 65 тыс. погибли. Такие историки, как Плато, Миренко, Джеске и Финн, дают оценку в 154 тыс. заключённых и указывают, что озвученные СССР данные о погибших реальны. Тела приблизительно 12 тыс. погибших были обнаружены в 1990 году в массовом захоронении вблизи спецлагеря № 7.

## Процессы
В американской оккупационной зоне в 1945–48 гг. было произведено 3 887 расследований, военными трибуналами было проведено 489 процессов (по месту проведения получившие название «Процессы Дахау») над обвиняемыми в военных преступлениях и преступлениях против человечности. Из 1 672 обвиняемых 426 были приговорены к смертной казни. Приговорённые к различным срокам заключения отбывали наказание не более чем до конца 1950-х годов, когда все они были выпущены на свободу.
В советской оккупационной зоне в середине 1948 года совместной комиссией СВАГ, МГБ, и МВД, рассмотревшей свыше 43 тыс. дел, было принято решение об освобождении 27 749 арестованных. В основном это были лица, подозреваемые в связях с нацистами, чья вина была признана несущественной, 756 были приговорены к смерти и казнены, 45 261 были освобождены, 12 770 были депортированы в Советский Союз для работ, статус 6 680 был изменён на военнопленных.
7 октября 1949 года была провозглашена ГДР, а 6 января 1950 года министр внутренних дел СССР С. Н. Круглов приказал передать министерству внутренних дел ГДР 10,5 тыс. заключённых для дальнейшего содержания под стражей и 3,5 тыс. для судебного разбирательства. В апреле — июне 1950 года прошли судебные слушания — показательные суды — получили название «Вальдхаймских процессов» (нем. Waldheimer Prozesse). Многие из этих приговоров были пересмотрены в 1952 году.

## Галерея
- Приказ НКВД № 00315
- Временное положение о спецлагерях НКВД
- Один из приговоров советского военного трибунала в Берлине
- Доклад об условиях содержания заключённых в специальных лагерях в Германии